# Meteor (meteorologie)

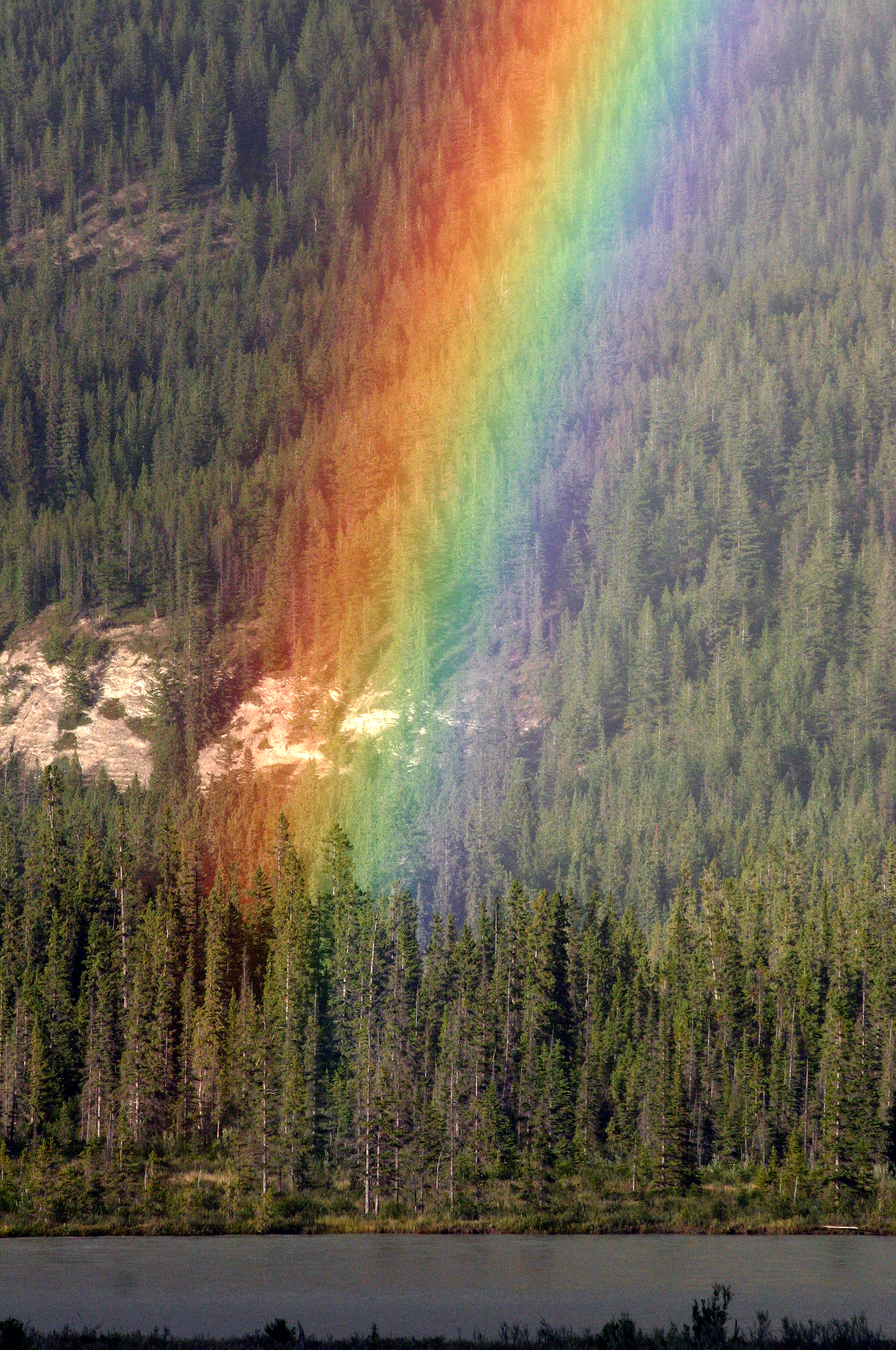
Duha je jeden z fotometeorů

Meteor (z řečtiny meteóros tj. na nebi se vyskytující) je v meteorologii jakýkoliv jev v atmosféře nebo na zemském povrchu mimo oblaků.
Jelikož je tento pojem příliš široký, došlo k rozdělení těchto jevů podle jejich fyzikálních vlastností na hydrometeory (déšť), fotometeory (duha, halové jevy), elektrometeory (blesk, atd.) a litometeory (písečná bouře, atd.)